# IC 1101
IC 1101은 아벨 2029 은하단의 중심에 있는 초거대 타원 은하로, 지구로부터 약 320 메가파섹(약 10억 4,000만 광년) 떨어져 있다.

## 발견
IC 1101은 1790년 6월 19일 영국의 천문학자 프레드릭 윌리엄 허셜에 의해 발견되었다. 그리고 100년이 지나 1895년 존 루이스 에밀 드라이어에 의해 성운 및 성단에 대한 색인 목록(IC 천체)의 1,101번째 천체로 수록되었다. 발견 당시에 IC 1101은 성운적 특징을 가진 것으로 확인되었었다. 1932년에 "성운적 특징"을 가진 천체 일부가 실제로는 독립된 은하라는 에드윈 허블의 발견에 따라, 후에 여러 천체 분석이 진행되면서 IC 1101은 독립된 은하 중 하나로 확인되었다.

## 특징
은하는 초거대 타원 은하(E)에서 렌즈형 은하(S0)로 분류되며 아이벨 2029에서 가장 밝은 은하이다. 따라서 이 은하의 다른 명칭으로는 A2029-BCG가 있다.(BCG는 가장 밝은 은하단 은하를 의미한다.) 은하의 형태적 분류는 지구에서 넓은 평면 밖에 보이지 않아서 평탄한 원반과 같은 모양일 가능성이 있기 때문에 논란이 있다. 그러나 대부분의 렌즈형은하는 크기가 15 ~ 37 킬로파섹(약 50,000 ~ 120,000 광년)의 범위에 이른다.
IC 1101은 발견된 은하 중 가장 거대한 은하 중 하나 이지만 그러한 은하의 크기가 얼마나 정확한지에 대해서는 천문학 연구에서 논쟁이 있다. 청색광(확산 헤일로를 제외한 표본 별) 사진 건판에서 산출되는 은하의 유효 반지름(전체 방출의 절반을 포함하는 영역의 반지름)은 65 ± 12 kpc(212,000 ± 39,000 ly)이다. IC 1101은 반지름이 600 kpc(200만 광년)만큼 뻗어 있는 매우 낮은 세기의 "확산광"(diffuse light)을 방출하는 매우 거대한 헤일로를 가지고 있다. 이러한 헤일로를 발견한 연구의 저자는 IC 1101이 "우주에서 가장 거대하고 가장 밝은 것 중 하나 일지 도 모를 것"이라고 말했다.
대부분의 거대한 은하와 같이, IC 1101은 많은 수의 금속 부유성으로 이루어져 있는데, 이들 중 일부는 태양보다 70억 년 더 오래되었다. 그렇기 때문에 은하의 색은 황금색으로 보인다. 은하의 중심에는 거대한 블랙홀과 상관 있는 밝은 전파원이 있다.

## 같이 보기
- cD은하